# Camporeale
Camporeale is een gemeente in de Italiaanse provincie Palermo (regio Sicilië) en telt 3652 inwoners (31-12-2004). De oppervlakte bedraagt 38,6 km², de bevolkingsdichtheid is 95 inwoners per km².

## Demografie
Camporeale telt ongeveer 1446 huishoudens. Het aantal inwoners daalde in de periode 1991-2001 met 15,0% volgens cijfers uit de tienjaarlijkse volkstellingen van ISTAT.
| Jaar | Inwoneraantal |
| ---- | ------------- |
| 1991 | 4371          |
| 2001 | 3716          |

## Geografie
Camporeale grenst aan de volgende gemeenten: Alcamo (TP), Monreale.